# Ferenc Krausz
Ferenc Krausz (Mór, 17 maggio 1962) è un fisico ungherese, specializzato in fisica degli attosecondi e scienza dei laser.

## Biografia
Dopo aver studiato fisica teorica all'Università Eötvös Loránd e ingegneria elettrica all'Università Tecnica di Budapest, ha ottenuto l'abilitazione all'Università Tecnica di Vienna in Austria, diventando professore presso lo stesso istituto. Nel 2003 è stato nominato direttore del Max-Planck-Institut für Quantenoptik di Garching e nel 2004 è diventato presidente di fisica sperimentale presso l'Università Ludwig Maximilian di Monaco. Nel 2006 ha co-fondato il Munich-Centre of Advanced Photonics (MAP) e ha iniziato a lavorarci come direttore.
Nel 2023 ha ricevuto il Premio Nobel per la fisica insieme a Pierre Agostini e Anne L'Huillier «per i metodi sperimentali che generano impulsi di luce ad attosecondi per lo studio della dinamica degli elettroni nella materia».

## Premi e riconoscimenti
- 2013: Premio Otto Hahn
- 2019: Medaglia Vladilen Letokhov[5]
- 2022: BBVA Foundation Frontiers of Knowledge Award[6]
- 2022: Premio Wolf per la fisica[7]
- 2023: Premio Nobel per la fisica